# True Spirit
True Spirit è un film del 2023 diretto da Sarah Spillane.

## Trama
La vera storia di Jessica Watson, una ragazza di 16 anni che decide di inseguire i suoi sogni e intraprendere un viaggio intorno al mondo in solitaria, diventando la più giovane persona a fare questo.

## Distribuzione
Il film è stato distribuito sulla piattaforma Netflix a partire dal 3 febbraio 2023.